# 네로 버닝 롬

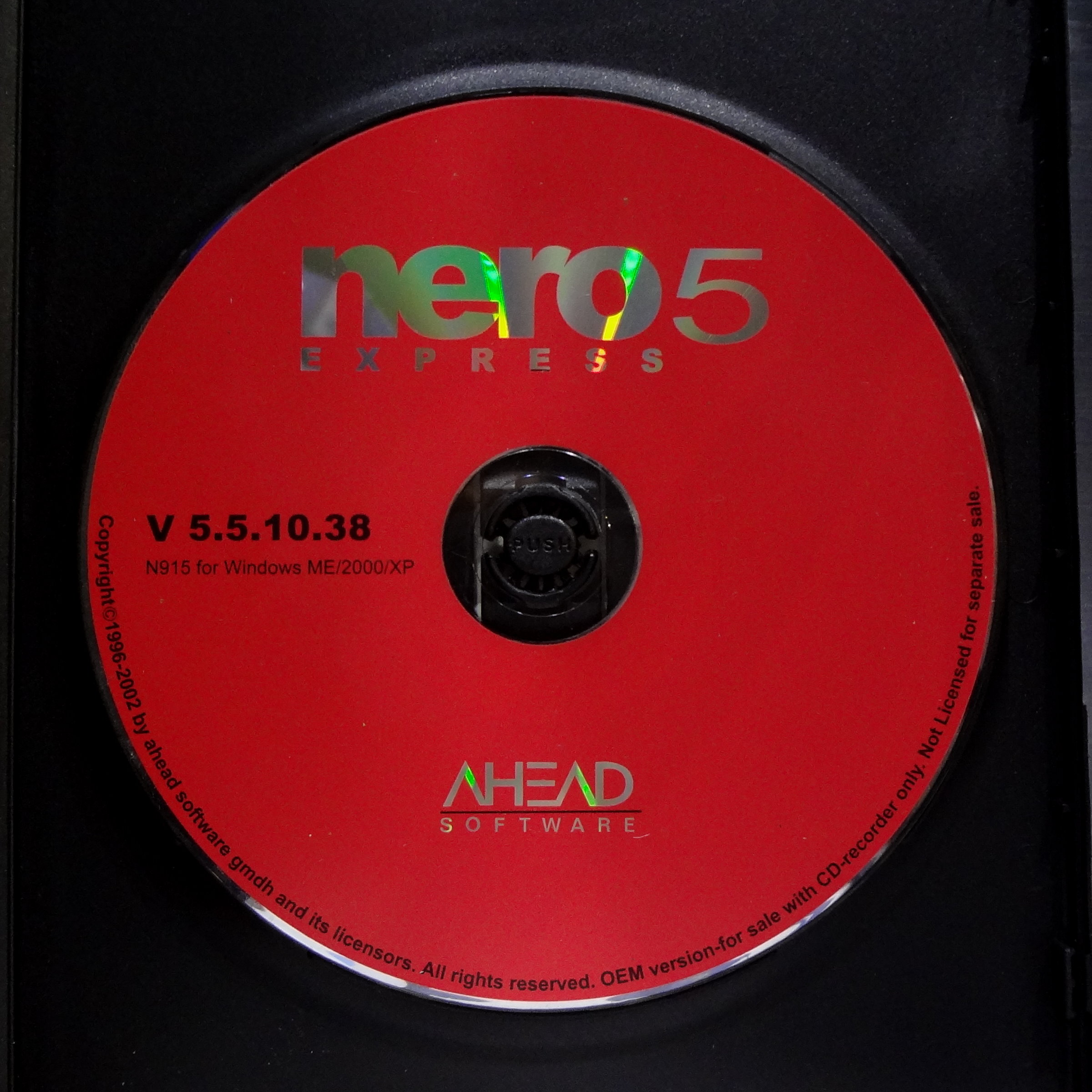
네로 익스프레스 5.5.10.38 OEM 버전

네로 버닝 롬(Nero Burning ROM, 간단히 Nero)은 네로 AG의 광 디스크 제작 프로그램이다. 이 소프트웨어는 네로 멀티미디어 스위트의 일부이지만, 독립 제품으로도 구매할 수 있다. CD, DVD, 블루레이와 같은 광 디스크를 굽고 복제하기 위해 사용된다. 또, 라이트스크라이브, 레이블플래시 인쇄 기술을 지원하며 오디오 파일을 다른 오디오 포맷으로 변환할 수도 있다.

## 명칭
네로 버닝 롬은 로마 대화재(Great Fire of Rome: 그레이트 파이어 오브 롬)와 관련하여 로마 황제 네로를 가리키는 언어 유희이다. 또, 로마는 독일어로 롬(Rom)으로 적는다. 소프트웨어 로고는 불타오르는 콜로세움 형태를 하고 있지만 네로가 죽은 뒤까지도 지어지지 않았다는 것을 나타내는 아나크로니즘이다.

## 기능
네로 버닝 롬은 현재 마이크로소프트 윈도우용으로만 이용이 가능하다. 리눅스 호환 버전은 2005년부터 2012년까지 이용이 가능했으나 그 뒤로 지원이 중단되었다. 새 버전에서 미디어는 네로 미디어브라우저를 통해 구성 요소에 추가할 수 있다. 네로 에어번은 네로 2015의 신기능으로서 사용자들이 모바일 장치로부터 직접 미디어를 구울 수 있게 한다.
소프트웨어는 다양한 미디어 포맷 제작을 지원한다:
- 디스크 이미지 파일
- 오디오 CD 디스크
- DVD 비디오 디스크
- 블루레이 디스크
- AVCHD 비디오 디스크
- 부팅 가능 데이터 디스크
- ISO/UDF 데이터 디스크
- 시큐어디스크 디스크(SecurDisc disc)

추가 기능은 다음을 포함한다:
- 라이트스크라이브, 레이블플래시 기술로 디스크 인쇄
- CD-RW 데이터 삭제
- 오디오 포맷을 선택하여 오디오 CD 트랙를 하드 디스크 드라이브로 복사
- 오디오 파일을 다른 오디오 파일 포맷으로 변환
- 온라인 음악 데이터베이스 그레이스노트에 연결

## 버전 역사

### 네로 버닝 롬
| 버전 번호         | 네로 애플리케이션 출시일 | 비고 |
| ----------------- | ------------------------ | --- |
| 네로 버닝 롬      |                          | |
| 1.0               | 1997                     | 버전 1의 유일한 릴리스. |
| 네로 버닝 롬 2    |                          | |
| 2.0.0.0           | 1997                     | 버전 2의 최초 릴리스. |
| 2.0.1.5           | 1997                     | 버전 2의 마지막 릴리스. |
| 네로 버닝 롬 3    |                          | |
| 3.0.0.0           | 1997                     | 버전 3의 최초 릴리스. |
| 3.0.7.1           | 1998                     | 버전 3의 마지막 릴리스. |
| 네로 버닝 롬 4    |                          | |
| 4.0.0.2           | 1999                     | 버전 4의 최초 릴리스. CD-ROM UDF 및 UDF/ISO (브리지) 지워 ㄴ추가됨. 네로 커버 편집기. |
| 4.0.3.0           | 1999                     | 윈도우 3.x을 지원하는 마지막 버전. (Win32s 필요) |
| 4.0.9.1           | 2000년 3월 20일          | 버전 4의 마지막 릴리스. 새 기능에는 트윈 VQ 인코딩/디코딩, 오디오 에코 필터, 오디오 드래그 앤드 드롭(윈도우 2000을 위해 구현)이 포함됨.                                                                                     |
| 네로 버닝 롬 5    |                          | |
| 5.0.0.3           | 2000                     | 버전 5의 최초 릴리스. |
| 5.5               | 2001년 4월 30일          | 메이저 업데이트. 새 기능에는 네로 웨이브 편집기, 고급 네로 커버 디자이너, 네로 MPEG1 비디오 인코더, VCD/SVCD 메뉴 제작, 오디오 플러그인 인터페이스, 임베디드 네로 API, 네로 툴킷이 포함됨.                                  |
| 5.5.4.0           | 2001년 8월 25일          | DVD 버닝을 지원하는 최초 버전. |
| 5.5.9.0           | 2002년 7월 4일           | 코덱 플러그인(예: FLAC 쓰기, WavPack, MP4 등, 파일→오디오 CD)을 지원하는 최초 버전. 윈도우 XP 지원. |
| 5.5.10.56         | 2004년 3월 2일           | 버전 5의 마지막 릴리스. 윈도우 95A를 지원하는 마지막 버전. Nero 6 requires Windows 95B/98 or later. |
| 네로 버닝 롬 6    |                          | |
| 6.0.0.9           | 2003년 7월 25일          | 버전 6의 최초 릴리스. 초기 버전의 네로 버전 6는 ISO 9660 파일 시스템을 사용하는 데이터 DVD만 구울 수 있었다. DVD 드라이브가 싱글 레이어 디스크를 읽는데 문제가 없어 보이더라도 듀얼 레이어 디스크의 호환성은 문제가 있었다. |
| 6.3.1.25          | 2004년 6월 18일          | 윈도우 NT 4.0을 지원하는 마지막 버전. |
| 6.6.0.8           | 2005년 2월 17일          | 라이트스크라이브 지원 추가. |
| 6.6.1.15c         | 2007년 7월 31일          | 버전 6의 마지막 릴리스. |
| 네로 버닝 롬 7    |                          | |
| 7.0.1.2           | 2005년 10월 31일         | 버전 7의 최초 릴리스. 알 수 없는 이유로, Nero 7 Ultra Edition Enhanced(북미용)는 유럽용 네로 7 프리미엄에서는 지원하는 LabelFlash나 DiscT@2 지원이 없다.                                                                    |
| 7.2.7.0           | 2006년 8월 28일          | 윈도우 95B를 지원하는 마지막 버전. |
| 7.5.1.1           | 2006년 9월 18일          | 블루레이 디스크 라이터 드라이브에 라이트스크라이브 지원 및 데이터 쓰기를 도입. |
| 7.5.7.0           | 2006년 10월 16일         | 윈도우 비스타에서 실행되도록 설계됨. |
| 7.7.5.1           | 2007년 1월 18일          | 윈도우 비스타 공식 인증. 이전에 보고된 모든 결점 수정, 업데이트된 북타입 지원, 고선명 디스크의 추가 옵션 추가. |
| 7.8.5.0           | 2007년 3월 20일          | 버그픽스 릴리스. |
| 7.10.1.1          | 2007년 7월 4일           | 버그픽스 릴리스. |
| 7.11.10.0b        | 2010년 1월 21일          | 버그픽스 릴리스. |
| 7.11.10.0c        | 2010년 3월 11일          | 윈도우 7 호환성 업데이트. 버전 7의 마지막 릴리스. |
| 네로 버닝 롬 8    |                          | |
| 8.1.1.0           | 2007년 10월 1일          | 버전 8의 최초 릴리스. |
| 8.2.8.0           | 2007년 12월 19일         | 듀얼레이어 DVD-RW 미디어 지원 추가 (레이어 점프 정션 포함). |
| 8.3.2.1           | 2008년 3월 12일          | 사소한 버그 수정. 블루레이의 재생 호환성 개선. |
| 8.3.6.0           | 2008년 7월 14일          | 사소한 버그 수정. 네로쇼타임(NeroShowTime)을 통해 DXVA 2.0 및 ATI UVD 지원. |
| 8.3.13.0          | 2008년 12월 17일         | |
| 8.3.13.0a         | 2010년 1월 11일          | 버전 8의 이전 릴리스. |
| 8.3.20.0          | 2010년 3월 15일          | 버전 8의 마지막 릴리스. 윈도우 2000을 지원하는 마지막 버전. |
| 네로 버닝 롬 9    |                          | |
| 9.0.9.4b          | 2008년 9월 29일          | 버전 9의 최초 릴리스. 윈도우 7을 지원하는 최초 릴리스. |
| 9.0.9.4c          | 2008년 10월 16일         | |
| 9.2.6.0           | 2008년 12월 17일         | |
| 9.4.13.2          | 2009년 6월 2일           | |
| 9.4.13.2b         | 2009년 6월 29일          | |
| 9.4.13.2d         | 2009년 8월 28일          | |
| 9.4.26.0          | 2009년 10월 9일          | |
| 9.4.26.0b         | 2010년 3월 24일          | |
| 9.4.44.0b         | 2011년 3월 3일           | 버전 9의 마지막 릴리스. |
| 네로 버닝 롬 10   |                          | |
| 10.0.13100        | 2010년 4월 12일          | 버전 10의 최초 리테일 릴리스 |
| 10.6.11300        |                          | 공식 웹사이트에서 사용 가능한 최신 업데이트. 버전 10의 마지막 릴리스. |
| 네로 버닝 롬 11   |                          | |
| 11.0.10700        |                          | 버전 11의 최초 온라인 릴리스. 다음의 BDXL 미디어를 지원하는 최초 릴리스: BD-R TL, BD-RE TL, BD-R QL, BD-RE QL. |
| 11.0.12200        |                          | |
| 11.0.10500        | 2011년 12월 14일         | |
| 11.2.10300        |                          | 버전 11의 마지막 릴리스. |
| 네로 버닝 롬 12   |                          | |
| 12.0.00300        | 2012년 9월 24일          | 윈도우 8을 공식 지원하는 최초 릴리스. |
| 12.0.00800        | 2012년 12월 3일          | |
| 12.5.00900        | 2013년 3월 4일           | |
| 12.5.01300        | 2013년 7월 1일           | 버전 12의 마지막 릴리스. 네로 버닝 롬의 에디션 명명 규칙을 위해 달력 연도를 사용하지 않는 마지막 릴리스. |
| 네로 버닝 롬 2014 |                          | |
| 15.0.02100        | 2013년 9월 27일          | 2015 에디션의 최초 릴리스. 네로 버닝 롬의 에디션 명명 규칙을 위해 달력 연도를 사용하는 최초 릴리스. |
| 15.0.02700        | 2013년 10월 21일         | |
| 15.0.03600        | 2013년 11월 27일         | |
| 15.0.03900        | 2014년 1월 13일          | |
| 15.0.04200        | 2014년 2월 7일           | |
| 15.0.04600        | 2014년 3월 11일          | |
| 15.0.05300        | 2014년 6월 17일          | 2014 에디션의 최초 릴리스. |
| 네로 버닝 롬 2015 |                          | |
| 16.0.01300        | 2014년 9월 17일          | 2015 에디션의 최초 릴리스. |
| 16.0.02000        | 2015년 1월 27일          | |
| 16.0.02700        | 2015년 5월 6일           | 2015 에디션의 마지막 릴리스. 윈도우 XP와 비스타를 지원하는 마지막 버전. |
| 네로 버닝 롬 2016 |                          | |
| 17.0.00?00        | 2015년 9월 21일          | 2016 에디션의 최초 릴리스. |
| 17.0.00700        | 2016년 3월 3일           | |
| 네로 버닝 롬 2017 |                          | |
| 18.0.00900        | 2016년 10월 4일          | 2017 에디션의 최초 릴리스. |
| 18.0.16000        | 2016년 12월 6일          | |
| 18.0.19000        | 2017년 3월 15일          | |
| 네로 버닝 롬 2018 |                          | |
|                   | 2017                     | 2018 에디션의 최초 릴리스. |

참고: 네로 AG가 자사의 웹사이트에서 구 버전의 역사를 더 이상 유지보수하지 않는 것으로 보이지만, 릴리스 노트는 여러 서드파티 사이트를 통해 보존되어 있다.

### 네로 리눅스
| 버전 번호     | 출시일           | 비고                                            |
| ------------- | ---------------- | ----------------------------------------------- |
| 네로 리눅스   |                  |                                                 |
| 1.0           | 2005년 3월 12일  | 최초 릴리스                                     |
| 네로 리눅스 2 |                  |                                                 |
| 2.1.0.4b      | 2007년 2월 21일  | 네로 리눅스 버전 2의 마지막 릴리스              |
| 네로 리눅스 3 |                  |                                                 |
| 3.0.0.0       | 2007년 5월 24일  | GTK+ 2 포팅, 유니코드 지원, 블루레이 굽기.      |
| 3.0.2.1       | 2007년 11월 6일  |                                                 |
| 3.1.1.0       | 2008년 2월 13일  | NeroAPI 버전 7.20 기반. 일부 명령 줄 인수 지원. |
| 3.5           | 2008년 4월 5일   |                                                 |
| 3.5.2.3       | 2008년 12월 22일 |                                                 |
| 3.5.3.1       | 2009년 6월 18일  |                                                 |
| 네로 리눅스 4 |                  |                                                 |
| 4.0.0.0       | 2009년 9월 17일  | 현행 리눅스 릴리스.                             |
| 4.0.0.0b      | 2010년 12월 22일 | 마지막 리눅스 업데이트                          |

## 같이 보기
- InCD
- 네로 디지털